# Anne-Marie Mineur

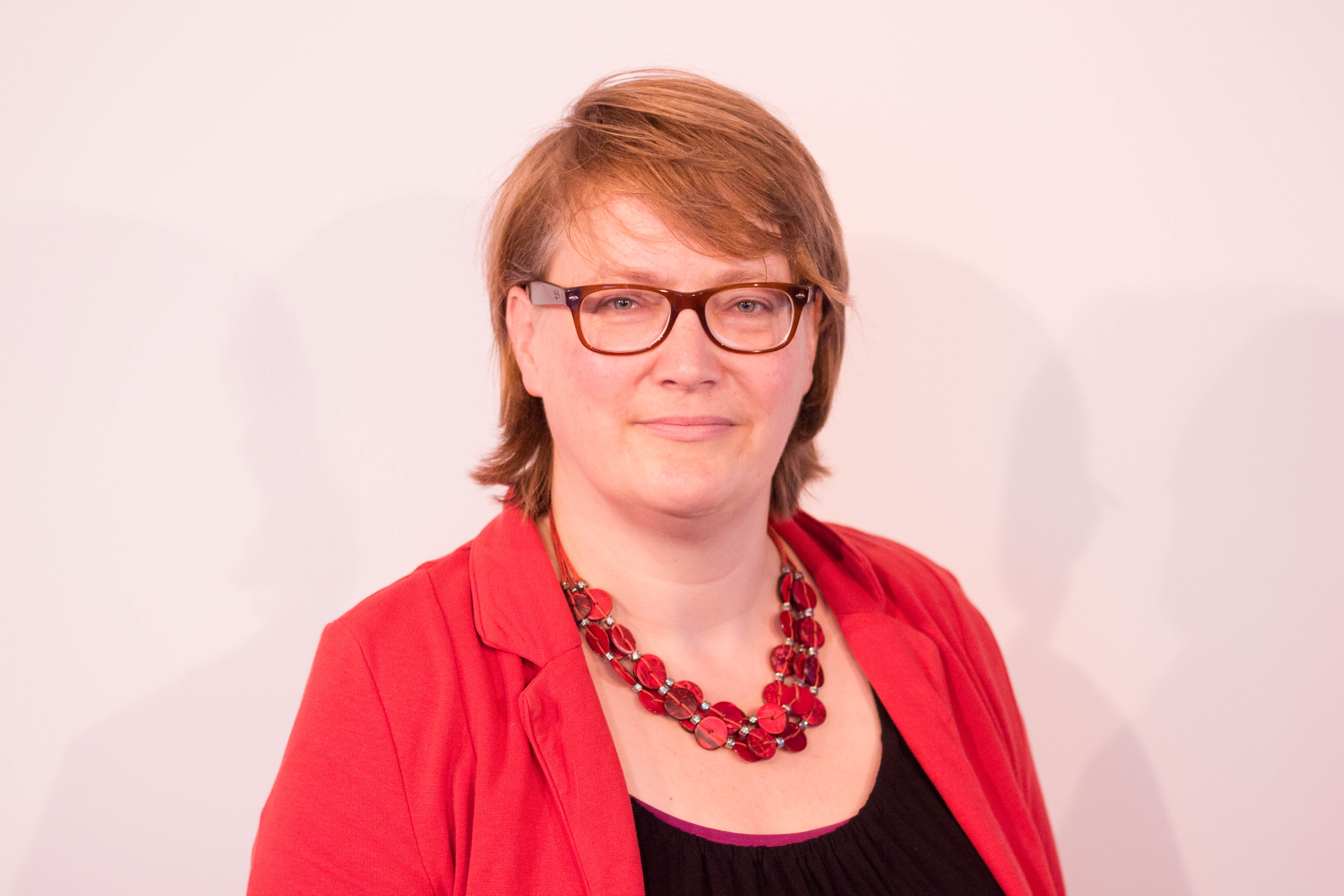
Anne-Marie Mineur

Anne-Marie Mineur (* 14. Mai 1967 in Oss) ist eine niederländische Politikerin der Socialistische Partij.

## Leben
Mineur ist seit 2014 Abgeordnete im Europäischen Parlament. Dort ist sie Mitglied im Ausschuss für internationalen Handel und in der Delegation im Parlamentarischen Ausschuss Cariforum-EU.